# Interleucina 12
 Interleucina 12, en anglès: Interleukin 12 (IL-12) és una interleucina que de manera natural produeixen les cèl·lules dendrítiques, els macròfags, neutrofils, i les cèl·lules limfoblastoides-B humanes i les (NC-37-B humanes) en resposta a l'estimulació antigènica.

## Gens i estructura
IL-12 està composta d'un conjunt de quatre hèlixs alfa. És una citoquinina heterodimèrica codificada per dos gens separats, IL-12A (p35) i IL-12B (p40). L'heterodímer actiu i un homodímer de p40 es formen a continuació de la síntesi de proteïnes.

## Funcions
IL-12 està implicada en la diferenciació de cèl·lula T en cèl·lula Th1. Estimula la producció de gamma-interferon (IFN-γ) i tumor necrosis factor-alpha (TNF-α) de les cèl·lules T i redueix la IL-4.
La IL-12 té un paper important en les activitat de les cèl·lules natural killer cells i els T limfòcits.
IL-12 també té activitat anti-angiogènica, la qual cosa significa que pot blocar la formació de nous vaos sanguinis. Hi pot haver una relació que pot ser útil en el tractament entre IL-12 i les malalties de la psoriasi i la de la inflamació dels budells.